# 맥밀런덤불쥐
맥밀런덤불쥐(Grammomys macmillani)는 쥐과에 속하는 설치류의 일종이다. 중앙아프리카공화국과 콩고민주공화국, 에티오피아, 케냐, 남수단, 탄자니아, 우간다에서 발견된다. 자연 서식지는 아열대 또는 열대 기후 지역의 습윤 저지대 숲과 습지, 아열대 또는 열대 계절성 습윤 또는 홍수림 저지대 초원과 관목이 지배적인 습지대, 도시 지역이다.